# 구준범
구준범(具峻範, 1995년 3월 18일 ~ )은 전  KBO 리그 투수이다.

## 삼성 라이온즈시절
2014년에 입단하였다. 2021년 6월 2일 SSG 랜더스와의 경기에 선발 등판하며 데뷔 첫 경기를 치렀고, 경기에서 2이닝 5실점을 기록했다. 2022년 시즌 후 방출됐다.

## 출신 학교
- 대구수창초등학교(전학) → 대해초등학교(전학) → 서울학동초등학교
- 대치중학교
- 서울고등학교 → 배명고등학교